# 西部沙漠
西部沙漠是撒哈拉沙漠一部分，位于埃及尼罗河以西，埃及與利比亚边界以東，地中海以南，埃及与苏丹边界以北。西部沙漠面积為680,650 km2（262,800 sq mi），占埃及陆地面积的三分之二。西部沙漠大部分區域特征為岩漠，但西部沙漠西部靠利比亚边境有一片區域特征為沙质沙漠。它的最高海拔为1,000米（3,300英尺），位于埃及-苏丹-利比亚三國边境的吉尔夫·基比尔高原。西部沙漠為无人居住區。第二次世界大战期间，西部沙漠戰役曾在此地發生。西部沙漠在历史上被称为利比亚沙漠，利比亚建國後，利比亚沙漠開始改稱西部沙漠。  

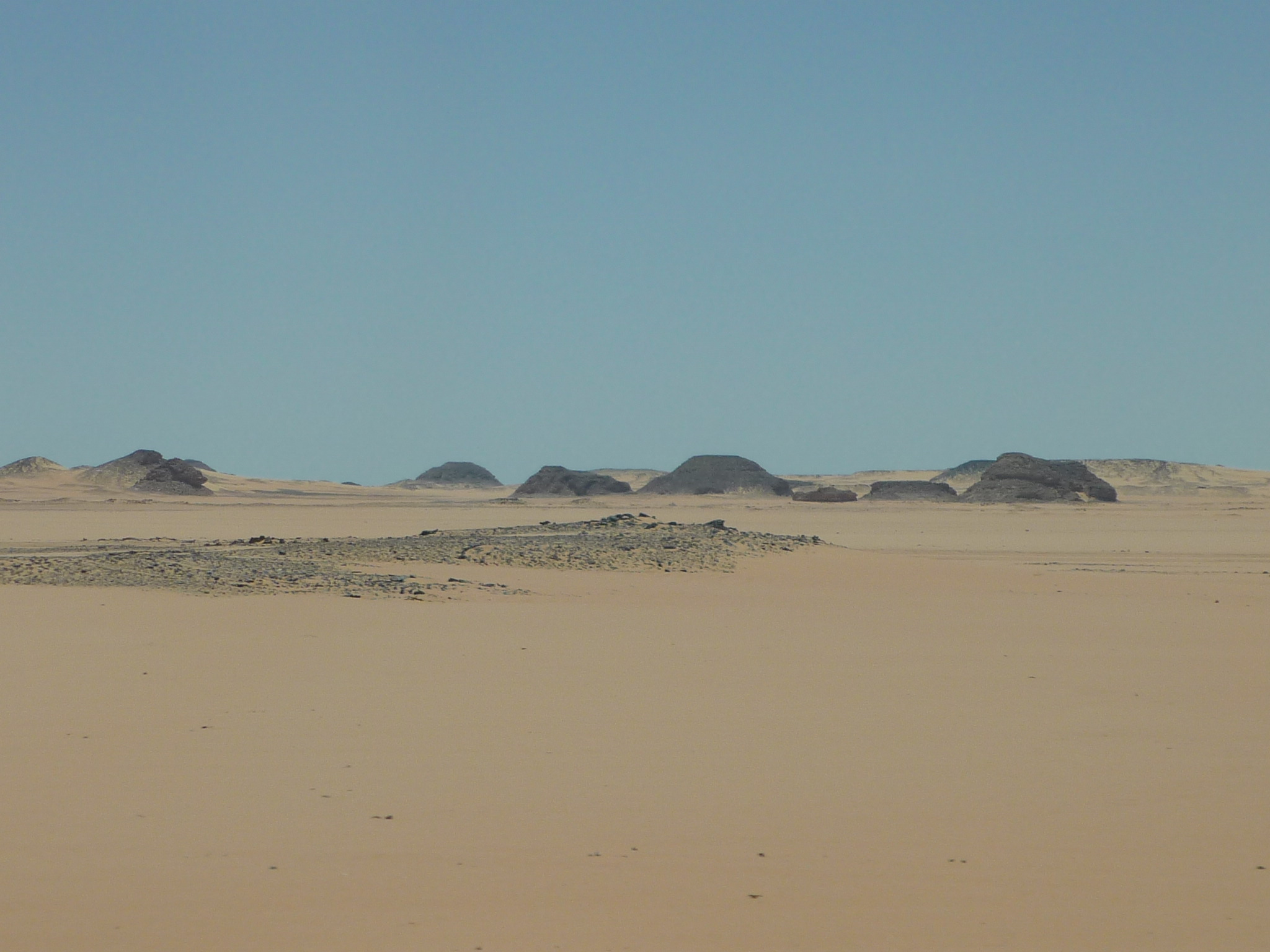
埃及阿布辛贝附近的西部沙漠

## 備註
1. ↑  Western Desert （页面存档备份，存于） at 大英百科全书